# Hričovské Podhradie
Hričovské Podhradie (in ungherese Ricsóváralja) è un comune della Slovacchia facente parte del distretto di Žilina, nella regione omonima.